# Brunsville
Brunsville est une ville du comté de Plymouth, en Iowa, aux États-Unis. Elle est incorporée le 18 juillet 1911.

## Source de la traduction
- (en) Cet article est partiellement ou en totalité issu de l’article de Wikipédia en anglais intitulé « Brunsville, Iowa » (voir la liste des auteurs).